# Летний паралихт
Летний паралихт, или зубатый паралихт, или зубастая камбала (лат. Paralichthys dentatus) — вид лучепёрых рыб из семейства Paralichthyidae, обитающий в Атлантическом океане у восточного побережья США и Канады. Особенно много представителей обитает в водах от Северной Каролины до Массачусетса.

## Описание
На теле обычно имеется от 5 до 14 пятен, похожих на глаза. Как и большинство представителей левосторонних камбал, они могут менять цвет и рисунок своей глазной стороны в соответствии с окружающим дном, а также способны быстро зарываться в илистое или песчаное дно. Зубы довольно острые и хорошо развиты как на верхней, так и на нижней челюсти. Летняя камбала достигает половой зрелости в 2 года. Максимальная длина тела 94 см, обычно 40-50 см; весит до 12 кг, и живет до 20 лет, причем самые крупные и старые особи составляют самки. Максимальный наблюдаемый возраст самок камбалы составляет 17 лет, а самцов -- 15 лет. Взрослые особи преимущественно плотоядные. Часто находятся на дне, зарывшись в ил, оставляя над поверхностью субстрата только голову, чтобы напасть на добычу, которая включает песчанковых, менхэдена, обыкновенную менидию, обыкновенного фундулюса, небольших луфарей, спаровых, кальмаров, креветок и крабов. Хотя данный вид считается в первую очередь донной рыбой, летний паралихт также может быстро плавать на короткие расстояния и активно питаться на средних глубинах, преследуя добычу.

## Место обитания
Летняя камбала обитает в западной части Атлантического океана от Новой Шотландии до Флориды. Предполагается,  что ареал обитания распространяется южнее, где летняя камбала может смешиваться и путаться со своей близкой родственницей - Paralichthys lethostigma, у которой отсутствуют пятна, похожие на имеющиеся у летней камбалы. Paralichthys dentatus наиболее распространен в прибрежных и шельфовых водах северо-востока США. В весенние месяцы камбала покидает свои зимние места в глубоких океанских водах, где происходит нерест, и перемещается в прибрежные воды вдоль пляжей, заливов, бухт, эстуариев, каналов и ручьев, где остается до осени или даже до начала зимы.

## Промышленная добыча, ловля на удочку и пригодность к употреблению
Промышленные методы ловли летней камбалы обычно включают траление. Любительская рыбалка обычно осуществляется во время дрейфа на лодке или кастинга с берега с использованием широкого спектра методов, включающих живые или резаные приманки на донной оснастке, искусственные приманки или утяжеленные джиги, оснащенные полосатыми приманками. Считается рыбой, отлично подходящей для приготовления, с упругим и мягким на вкус белым мясом.

## Управление
Летняя камбала важна как для промышленного рыболовства, так и очень популярна для спортивного рыболовства на северо-востоке США. Помимо промышленного вылова, от того, насколько удачен сезон ловли могут зависеть такие направления бизнеса, как рыболовные чартеры (лодки, сдающиеся в аренду, обычно в сопровождении капитана или гида и иногда команды), лодки для вечеринок, магазины наживки и снастей, а также любые другие предприятия, связанные с лодочным спортом и рыбалкой. В связи с этой важностью в последнее время ведется много споров и опасений по поводу популяции летней камбалы и установленных правительством правил по размеру и количеству рыбы, которые в настоящее время варьируются от штата к штату. В последнее время все больше обсуждается вопрос о том, не снижается ли численность летней камбалы из-за перелова, и это сделало летнюю камбалу важной темой при пересмотре Закона Магнусона-Стивенса о сохранении и управлении рыболовством от 2006 года.
Среднеатлантический совет по управлению рыболовством обеспечивает управление видом летней камбалы. Управление летней камбалой осуществляется между американо-канадской границей и южной границей Северной Каролины. Поскольку летняя камбала мигрирует между федеральными водами и водами штатов, совет по управлению работает совместно с Комиссией по морскому рыболовству штата Атлантика и Национальной службой морского рыболовства (NMFS).